# المرأة في القوى العاملة
المرأة في القوي العاملة، حصول النساء على رواتب وأجور في ميدان العمل ما هو إلا جزء من ظاهرة حديثة تطورت مع نمو العمالة المأجورة للرِجال، ولكن النساء واجهن صعوبات وتعرَضن لعَدم المساواة في القوى العاملة، وحتى في العصور الحديثة مازال هناك ممارسات قانونية وثقافية متضامنة مع الأعراف التربوية والدينية التي تمنع دخول ومشاركة النساء في ميدان العمل. فالاعتماد الاقتصادي على الرجُل وسوء الحالة الاقتصادية والاجتماعية للنساء لهم نفس التأثير من حيث التفرقة، خاصة وأن الوظائف تطورت لدرجة عالية من المهنية على مدار القرنين التاسع عشر والعشرون.
وافتقار النساء إلى التعليم العالي أدى إلى استبعادهِن بشكل كبير من ممارسة الوظائف المرموقة ذات الأجور المرتفعة. فدُخول المرأة للمِهَن الرفيعة مثل الطب والقانون جاء متأخِرًا في أغلب البلاد بسبب حرمان المرأة من الالتحاق بالجامعات والحصول على الدرجات العلمية، فمثلًا: جامعة كامبردج لم توافق على منح درجات علمية للسيدات إلا في نهاية عام 1947 ، ورغم الكثير من المُعارضة والنقاش الحاد آنذاك إلا أن تلك المناقشات المُحتدة أثمرت عن انتشار النساء في الوظائف المتدنية ذات الأجور الزهيدة في القرنين 19 و20؛ بالإضافة إلى اكتسابهِن أجر أقل من أجر الرجال رغم قيامهِن بنفس ذات العمل! ومع ذلك خلال القرن العشرين حدث تحوّل بسوق العمل حيث توسع مجال العمل المكتبي الذي لا يتطلب عمالة كثيرة وتمكنت النساء من الحصول على التعليم العالي مما مكنهُن من الحصول على وظائف أفضل على المدى الطويل بدلًا من الوظائف المتدنية.
كما أن زيادة معدلات مساهمة النساء في القوى العاملة أدّت إلى المساواة في ساعات العمل بمناطق كثيرة من العالم، ومع ذلك في أوروبا الشرقية مازالت طبيعة مشاركة المرأة في العمل مختلفة عن الرجل بشكل مُلاحظ.
برغم أن القوى العاملة كانت ولا تزال غير متكافئة في العديد من الوظائف حول العالم؛ إلا أن الدارسين يميزون بين مصطلحين (العمل) و(العمل مدفوع الأجر)، و يشمل تَحليلهم مفهوم أوسع عن العمل مثل العمل المنزلي الغير معوّض ورعاية الأطفال وكبار السن والمشاريع العائلية كزِراعة الكفاف.

## العقبات أمام المشاركة المتكافئة

نسبة الأمريكيين الذين يقبلون بعمل زوجاتهم.

لما كانت أدوار الجنسين قد تلت تشكيل المجتمعات الزراعية ثم الصناعية، فإن المهن والمجالات المتطورة حديثًا كثيرًا ما تُصنف بحسب نوع الجنس. من بين الطرق التي يؤثر بها نوع الجنس على مجال عمل ما:
- حظر أو تقييد دخول أفراد من جنس معين إلى مجال ما أو دراسة مجال ما.
- التمييز داخل مجال ما، بما في ذلك الأجور والإدارة والتسلسل الهرمي للمكانة.
- التوقع بأن تكون الأمهات، لا الآباء، هن مقدمات الرعاية الأولية للأطفال.

يُلاحظ أن هذه القيود الجندرية قد لا تكون عالمية من ناحية الزمان والمكان، وأنها تعمل على تقييد الرجال والنساء على حد سواء. مع ذلك، على أرض الواقع، كانت القواعد والقوانين، من الناحية التاريخية، تقيد وصول النساء إلى مهن معينة، من أجل ذلك ركزت قوانين ودعاوى الحقوق المدنية، على نحو أساسي، على المساواة في وصول النساء إلى القوى العاملة ومشاركتها فيها. قد تتجلى هذه الحواجز أيضًا في التحيز الخفي ومن خلال العديد من أوجه الإجحاف على المستوى الجزئي.
تواجه نساء كثيرات مشاكل تتعلق بالاعتداء الجنسي أثناء عملهن في الحقول الزراعية أيضًا. كثير من النساء اللاتي يعملن في هذه الحقول لا يحملن وثائق رسمية، وبالتالي فإن المشرفين أو غيرهم من العمال الذكور قد يستفيدون من ذلك. قد تعاني هؤلاء النساء من الاعتداء الجنسي لكي يحتفظن بوظائفهن، ولا يمكنهن إبلاغ الشرطة بالحادث بسبب ما سيثار عن حقيقة وثائقهن الرسمية وما قد يترتب عليه من ترحيلهن.

### فرص الحصول على التعليم والتدريب
أصبح عدد من المهن «مهنًا تخصصية» خلال القرنين التاسع عشر والعشرين، واكتسبت صورة الهيئات التنظيمية، وسنت قوانين أو أنظمة تتطلب متطلبات خاصة للتعليم العالي. لما كانت فرص حصول النساء على التعليم العالي محدودة في كثير من الأحيان، حد ذلك من مشاركة النساء في هذه المهن التي تضفي طابعًا تخصصيًا. على سبيل المثال، مُنعت النساء منعًا باتًا من الالتحاق بجامعة كامبردج حتى عام 1868، وأُثقلت كاهلهن بمجموعة متنوعة من القيود حتى عام 1987 عندما اعتمدت الجامعة سياسة تكافؤ الفرص. بدأت مؤسسات أخرى عديدة في الولايات المتحدة وأوروبا الغربية تفتح أبوابها أمام النساء على مدى الفترة الزمنية نفسها، لكن الحصول على التعليم العالي كام ما يزال يشكل عائقًا كبيرًا أمام المشاركة الكاملة للنساء في القوى العاملة في البلدان النامية. حتى عندما يكون الحصول على التعليم العالي متاحًا على نحو رسمي، فإن حصول النساء على مجموعة كاملة من الخيارات المهنية يكون محدودًا جدًا، إذ يكون الحصول على التعليم الابتدائي محدودًا بسبب العرف الاجتماعي.
في البلدان ذات الدخل المنخفض والمتوسط، تُنفذ مبادرات برنامج التدريب المهني والتدريب على الأعمال التجارية بهدف زيادة التوظيف والعمل الحر والدخل. لخص استعراض منهجي للتدريب المهني والتدريب على الأعمال التجارية للنساء في هذه المناطق الأدلة المستقاة من خمس وثلاثين دراسة فيما يتعلق بآثار برامج التدريب هذه. وجد الدارسون أن لهذه الأنواع من البرامج تأثيرات إيجابية صغيرة على العمالة والدخل مع تفاوت عبر الدراسات. وجدوا أيضًا أن آثار التدريب قد تزداد مع زيادة تركيز البرنامج على نوع الجنس.

### فرص الحصول على رأس المال
يعوق عدم المساواة في فرص الحصول على رأس المال (من الناحية الإحصائية) أيضًا وصول النساء إلى المهن التي تتطلب نفقات رأسمالية، ويؤثر ذلك على مهن من قبيل مهن رجل الأعمال ومهن الأعمال التجارية الصغيرة، وملكية المزارع، والاستثمار. تحاول برامج عديدة للقروض الصغيرة تصحيح هذا الاختلال، وتستهدف النساء بالحصول على قروض أو منح لإنشاء مشاريع تجارية أو مزارع، بعد أن خلصت إلى أن المعونة الموجهة إلى النساء يمكن أن تفيد اقتصاد الدولة على نحو أكثر من غيرهن. في حين أظهرت البحوث أن النساء يزرعن أكثر من نصف الغذاء في العالم -على سبيل المثال، النساء هن المسؤولات عن إنتاج ما يصل إلى نحو 80% من الغذاء في البلدان الإفريقية الواقعة جنوب الصحراء الكبرى ومنطقة البحر الكاريبي- معظم هذا العمل هو عمل كفافي للأسرة، وكثيرًا ما تكون ممتلكات الأسرة مملوكة، على نحو قانوني، للرجال في الأسرة.